# Pterolophia yunnanensis
Pterolophia yunnanensis là một loài bọ cánh cứng trong họ Cerambycidae.